# Moscha modesta
Moscha modesta là một loài bướm đêm trong họ Noctuidae.